# الناجون من «جوناثان»
الناجون من «جوناثان» (بالفرنسية: Les Naufragés du « Jonathan »)‏ رواية مغامرة من تأليف الروائي جول فيرن صدرت عام 1909.